# جيمس بيفيريدغ تومسون
جيمس بيفيريدغ تومسون (بالملايوية: James Beveridge Thomson)‏ هو قاضي ومحامي ماليزي، ولد في 24 مارس 1902 في كلايدبانك ‏ في المملكة المتحدة، وتوفي في 31 مارس 1983.